# Соколовський кар'єр (Казахстан)
Соколовський кар'єр (Казахстан) – гірничодобувний майданчик у Костанайській області Казахстану, що провадить розробку однойменного залізорудного родовища.
Соколовське родовище відкрили у 1949 році. В 1955-му тут почали будівництво кар’єру, першу руду з якого отримали у 1957-му. Річна потужність кар’єру становила 9,5 млн тон руди, а його максимальна глибина первісно планувалась у 450 метрів. Втім, станом на 2017 рік вона вже досягнула 525 метрів, при цьому було вилучено понад 1 млрд м3 гірської маси (включно з розкривними породами). 
На початку 2010-х почали реконструкцію східного борту кар’єра, в межах якої станом на 2021-й вилучили понад 13 млн м3 розкривних порід. Анонсувалось, що це дозволить залучити до розробки 38 млн тон додаткових запасів та подовжить строк служби кар’єру до 2034 року зі щорічною продуктивністю у 4 млн тон руди. Втім, за іншими даними, станом на 2023-й запасів руди у Соколовському кар’єрі залишалось лише на 3,5 роки.
Правами на розробку Соколовського родовища володіє Соколовсько-Сарбайське гірничо-збагачувальне виробниче об’єднання (ССГЗО) зі складу Eurasian Resources Group (ERG).
Можливо також відзначити, що з 1975-го на Соколовському родовищі діє Соколовська шахта.